# Maria Walewska (film)
Maria Walewska (Conquest) è un film del 1937, diretto da Clarence Brown e da Gustav Machatý, che non risulta accreditato.
La storia, tratta da un romanzo di Waclaw Gasiorowski, racconta dell'amore di Napoleone Bonaparte per la contessa polacca Maria Walewska.

## Trama
Napoleone Bonaparte cerca in tutti i modi di conquistare la contessa Maria Walewska, sposata ad un uomo molto più vecchio di lei. La donna resiste ma per il bene della patria deve cedere. Il marito le concede l'annullamento mentre Napoleone divorzia da Josephine, la coppia potrebbe quindi unirsi senza altri impedimenti ma lui annuncia di voler sposare l'arciduchessa Maria Luisa d'Austria per ragioni politiche.
Per Napoleone nulla cambierà nel rapporto con Maria ma la donna decide di lasciarlo ugualmente e parte senza rivelargli che attende un figlio da lui.

## Produzione
Il film fu prodotto dalla Metro-Goldwyn-Mayer (MGM) con un budget stimato di 2.732.000
Venne girato - dal 3 marzo al 18 luglio 1937 - in California: a Calabasas (nel Clarence Brown Ranch - Las Virgenes Road), a Los Angeles e a Monterey. Le scene in interni furono ricostruite nei Metro-Goldwyn-Mayer Studios. La ritirata di Russia fu girata presso la Ice & Cold Storage Company - 400 S. Central Avenue di Los Angeles, mentre le scene di Napoleone all'Elba ebbero come set Monterey e Point Lobos.
Nelle scene danzate, Greta Garbo venne sostituita da Wilma Roelof come controfigura.

## Distribuzione
Distribuito dalla Metro-Goldwyn-Mayer (MGM), uscì nelle sale cinematografiche statunitensi il 22 ottobre 1937.
Il film incassò negli Stati Uniti 730.000 dollari e, nel resto del mondo, 1.411.000 dollari.